# Chiesa di Santa Margherita (Pantigliate)
La chiesa di Santa Margherita, detta anche santuario della Madonna della Provvidenza, è la parrocchiale di Pantigliate, in città metropolitana ed arcidiocesi di Milano; fa parte del decanato di San Donato-Peschiera Borromeo.

## Storia
La prima citazione di una cappella a Pantigliate, forse fondata nell'XI secolo, è da ricercare nel Liber Notitiae Sanctorum Mediolani di Goffredo da Bussero, in cui si legge che era filiale della pieve di Segrate; tale situazione è confermata nella Notitia cleri del 1398 e nel Liber seminarii mediolanensis del 1564.
Questa chiesa venne eretta a parrocchiale verso l'inizio del XVII secolo, essendo attestata con questo titolo nell'Index omnium locorum diocesis Mediolanensis habentium ecclesiam parochialem, stilato nel 1651 da Giovanni Battista Corno.
Nel 1753 l'arcivescovo Giuseppe Pozzobonelli, compiendo la sua visita pastorale, trovò che la parrocchiale, che aveva come filiale l'oratorio di San Zenone presso la cascina La Rovere, era sede di una confraternita dedicata al Santissimo Sacramento e al Santissimo Rosario e che i fedeli ammontavano a 550, scesi poi a 536 nel 1779.
Un secolo e mezzo dopo, l'arcivescovo Andrea Carlo Ferrari, compiendo la sua visita pastorale nel 1901, annotò che nella chiesa aveva sede la confraternita del Santissimo Sacramento e che i fedeli erano 886
La prima pietra della nuova parrocchiale venne posta nel 1924; l'edificio, disegnato da Andrea Fermini, fu aperto al culto il 20 ottobre 1929 e consacrato nel 1941 dall'arcivescovo Alfredo Ildefonso Schuster.
L'esterno della chiesa venne restaurato tra il 2015 e il 2016.

## Descrizione

### Esterno
La facciata a salienti della chiesa, che volge a ponente, si compone di un corpo centrale più avanzato, che presenta il portale d'ingresso lunettato e una bifora inscritta in un arco a tutto sesto, e di due ali laterali, caratterizzate dagli ingressi laterali e da due rosoni.

### Interno
L'interno dell'edificio è suddiviso da pilastri a pianta quadrata in tre navate; al termine dell'aula si sviluppa il presbiterio, sopraelevato di alcuni gradini e chiuso dall'abside di forma semicircolare.